# Висок ключ
Високият ключ (на английски: High-key) е фотографски похват в художествената фотография за тонална композиция на една фотокартина. Това е специфичен метод за осветеност на фотографирания обект за постигане на определен художествен ефект. Прилага се предимно при изграждане на художествен образ в черно-бялата фотография.

## Същност на тоналната композиция
Използването на висок ключ налага избор на преобладаващо светъл основен тон. За да не се получи вялост и ниска изразителност на фотографската снимка, чрез високия ключ се осъществява тонален контраст. Голямата възможност на фотографията за добро разработване на тоналната скала със светли тонове и различни тонове по преход към сивото и черното не винаги е желана, защото не позволява за бързо и отчетливо обхващане на цялата картина. Въздействието ѝ се намалява от излишни подробности и не винаги се постигат целите на създадения художествен образ. Затова чрез висок ключ, чрез контрастът между светли и тъмни петна се постига по-силно въздействие, по-ефектно предаване на настроението, към което се е стремял автора на фотографската картина.

## Техника
Чрез високия ключ в най-общия случай се насочва силно разсеяно предно осветление пред фотографирания обект. За подсилване на тоналния контраст дори и обектът се поставя пред бял фон, с което сенките и прехода от бяло съм сиво и черно изчезват, а светлите места стават още по-светли. Този метод се използва и е ефектен при портретна и актова фотография (голо тяло).
От техническа гледна точка освен избора на мястото и подготовката на обекта за фотографиране, проявяването и копирането на фотоснимката е насочено към създаването на образи издържани предимно в светли тонове, а черните петна изобразяват и подчертават характерни елементи от портрета – вежди, очи и мигли, ноздри, устни, зеници. С използването на висок ключ се усилват линейните очертания във фотографската снимка именно чрез контрастната тонална скала.